# Mongolonyx
Mongolonyx es un género extinto de mamíferos mesoniquios de dieta carnívora que existió durante el Eoceno Medio en Mongolia. Se extinguió durante el Oligoceno. 

## Especies
- Género Mongolonyx
  - Mongolonyx dolichognathus
  - Mongolonyx robustus